# Облога Смоленська (1404)
Облога Смоленська 1404 року — двомісячна облога Смоленська військом великого князя литовського Вітовта, підтриманого загонами свого двоюрідного брата, короля польського Ягайло.

## Передісторія
Користуючись дружнім нейтралітетом свого зятя, московського князя Василя I Дмитровича, Вітовт, уклавши мир з Тевтонським орденом, вперше захопив Смоленськ в 1395 році. Однак на допомогу смоленському князю Юрію Святославичу прийшов його тесть, рязанський князь Олег. Розгром Вітовта ординським військом в битві на Ворсклі дозволив Олегу відвоювати Смоленськ в 1401 році. Олег, засмучений полоном сина свого Родослава, що потрапив у руки литовцям в бою під Любутськом, помер у Рязані 5 липня 1402 р.
Смоленськ управлявся віче бояр і серед них не було одностайності, кому має належати місто.

## Хід облоги

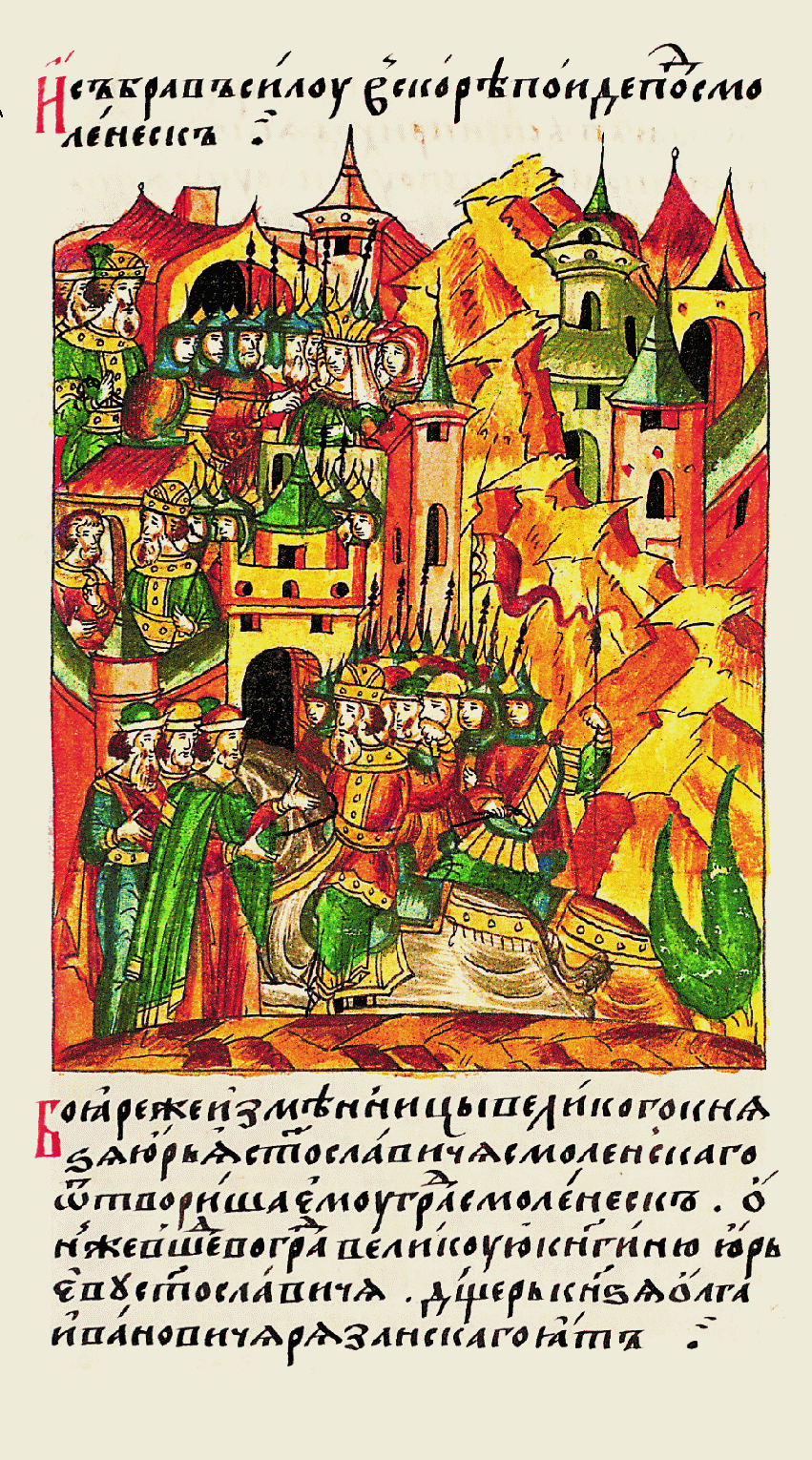
"Бояри-зрадники великому князю Юрію Святославичу Смоленському відчинили Вітовта місто Смоленськ. Він же, увійшовши в місто, велику княгиню, дружину князя Юрія Святославича, дочку Олега Івановича Рязанського, взяв у полон "

Литовське військо знову обложило Смоленськ в 1404 році і протягом двох місяців безуспішно обстрілювали його з гармат. В результаті тривалої облоги армія Вітовта відступила від міста. Це дозволило Юрію Святославичу від'їхати в Москву, щоб спробувати заручитися там військовою допомогою Василя I Дмитровича, або навіть підкоритися його владі, щоб не бути завойованим «поганою Литвою». За відсутності князя в результаті змови невдоволених його владою бояр, міські ворота були відкриті для знову покликаного Вітовта.

## Наслідки
Після взяття міста було остаточно ліквідовано Смоленське князівство і Смоленськ протягом наступних 110 років опинився у владі Великого князівства Литовського. Москва, що зіштовхнулася з реальною загрозою завоювання литовцями північноруських земель, розірвала союз з Литвою і відкрито виступила проти неї на стороні Пскова і Новгорода.